# Ana Tipa
Ana Tipa (Montevideo) es una cineasta, productora y escritora uruguaya.

## Biografía
Ana Tipa es Licenciada en Bellas Artes por la Universidad Pietro Vannucci de Perugia, Italia, y estudió Realización de Cine y Televisión en Caracas, Venezuela, becada por el Consejo Nacional de la Cultura. En Berlín, Alemania, cursó seminarios en la Academia Alemana de Cine y televisión (DFFB) y realizó pasantías en canales de televisión europeos, para los que luego se desempeñó como realizadora independiente. En Uruguay fundó la Productora Huerfanita Films. Es miembro fundador de la Asociación de Directores y Guionistas del Uruguay creada en 2021. En 2024 publicó su libro MAGIC TIME, sobre el disco homónimo, para la colección LIBROS SOBRE DISCOS de la Editorial Estuario. 
Su película Preso de 2016, fue preestrenada en la Sala Zitarrosa de Montevideo y estrenada mundialmente en el festival de cine documental Visions du Réel en Nyon, Suiza, y presentada en varios festivales de cine como el Chicago Latino Film Festival, DOC Buenos Aires, el Festival de Málaga, el Festival Internacional de Cine Documental de Ámsterdam, entre otros, siendo galardonada con el premio al Mejor Largometraje en el Festival Detour.

## Filmografía
- 2007, Dos Hítleres - Guion, dirección y producción.
- 2016, Preso - Guion, dirección y producción.

## Libro
- 2024, Magic time.[8]